# DIN 4734-1
Die für Bio-Ethanol-Kamine relevante DIN-Norm DIN 4734-1 ist in der endgültigen Fassung im Januar 2011 erschienen. Sie legt Anforderungen an dekorative Feuerstätten fest, welche mit Ethanol (flüssig oder gelförmig) betrieben werden. Weiterhin definiert die Norm die Prüfung, Produktion und die Kennzeichnung solcher Feuerstellen. Die Norm hat große sicherheitstechnische Relevanz, da bei Ethanol-Kaminen insbesondere während des Nachfüllens von Brennstoff die Flamme aus dem Gerät schlagen, sich leicht ausbreiten und nur schwierig gelöscht werden kann.
Die Norm wurde zurückgezogen und in Deutschland durch die 2016 erschienene DIN EN 16647 ersetzt.

## Titel
- Titel (deutsch): Dekorative Feuerstellen für flüssige Brennstoffe – Dekorative Geräte, die unter Verwendung eines Ethanol basierten[sic!] flüssigen oder gelförmigen Brennstoffes eine Flamme erzeugen – Teil 1: Nutzung im privaten Haushaltsbereich

- Titel (englisch): Fireplaces for liquid fuels – Decorative appliances producing a flame using ethanol based or gelatinous fuel – Part 1: Use in private households

- Titel (französisch): Poêles à combustibles liquides – Appareils à charactère décoratif qui produisent une flamme à l’aide d’un carburant à la base d’éthanol ou un carburant à base d’un combustible de gel – Partie 1: Utilisation dans le secteur domestique

Ziel dieser Norm ist es, den Betrieb von Bio-Ethanol-Feuerstellen, welche Anwendung in geschlossenen Räumen im privaten Haushalt finden, sicherer zu gestalten. Der Nachweis über die DIN-konforme Ausführung einer Feuerstelle (Kamin) wird durch den TÜV geführt.

## Kurzinhalt
Folgende Punkte werden u. a. von der DIN 4734-1 definiert:
- Unter dem Punkt Bauweise werden neben allgemeinen Angaben auch Anforderungen an die Standsicherheit, an den Auslaufschutz, an den Brennstoffbehälter sowie an die Zündvorrichtung definiert.
- Im Abschnitt „Betriebsweise“ beschreibt die Norm unter anderem die maximale Brennstoffdurchsatzmenge, die Verbrennungsgüte, sowie Temperaturen zur Brandsicherheit.
- In einem weiteren Punkt werden Festlegungen zur Kennzeichnung (z. B. Typenschild, Warnschilder, Warnhinweise) getroffen.
- Unter der Überschrift „Anleitungen“ sind Anforderungen an die Anleitungen für die Installation, den Betrieb, die Wartung und gegebenenfalls für den Zusammenbau definiert.
- Weiterhin werden erforderliche Produktionskontrollsysteme beschrieben, die die Qualität der Herstellung sicherstellen sollen.

## Teile der Normenreihe
- Teil 1: Nutzung im privaten Haushaltsbereich → erschienen im Januar 2011
- Teil 2: Nutzung im öffentlichen / gewerblichen Bereich → geplant (noch nicht erschienen)

## Andere Länder
In Frankreich existiert eine, von der DIN abweichende, Norm für Ethanol-Feuerstätten unter der Bezeichnung NF D 35-386 Standard ethanolbetriebene Geräte - Sicherheitsanforderungen und Prüfverfahren. Diese wird von der AFNOR herausgegeben.